# Centro Sul
Centro Sul (em espanhol: Centro Sur) é uma província da Guiné Equatorial. Sua capital é a cidade de Evinayong.